# قمة البرج (برج خليفة)
قمة البرج هي منصة مراقبة [الإنجليزية] خارجية أعلى برج خليفة. افتُتحت في 5 يناير 2010 في الطابق 124، على ارتفاع 452 م (1.483 قدم). وكانت بمثابة أعلى منصة مراقبة خارجية في العالم عند افتتاحها.
على الرغم من تجاوزها في ديسمبر 2011 بواسطة منصة قمة السحاب 488 في برج كانتون، غوانزو على ارتفاع 488 م (1.601 ق)، فقد افتتح برج خليفة منصة حد السماء في الطابق 148 على ارتفاع 555 م (1.821 قدم)، مما منحها أعلى مستوى منصة مراقبة في العالم في 15 أكتوبر 2014، حتى افتتاح برج شانغهاي في يونيو 2016 بمنصة مراقبة على ارتفاع 561 م. تتميز منصة المراقبة في الطابق 124 بوجود تلسكوب إلكتروني أيضاً، وهو جهاز واقع معزز طورته شركة جي إم إس بروجيكت [الإنجليزية] في مونتريال، مما يتيح للزوار مشاهدة المناظر الطبيعية المحيطة في الوقت الفعلي وعرض الصور المحفوظة مسبقاً مثل تلك التي أُخذت في أوقات مختلفة من اليوم أو في ظل ظروف جوية مختلفة. تسمح الإدارة للزوار بشراء التذاكر مسبقاً لتاريخ ووقت محددين، لتقليل الازدحام اليومي للزوار، بخصم يصل إلى 75٪ على التذاكر المشتراة على الفور.
أُغلق سطح منصة المراقبة أمام الجمهور لمدة شهرين في 8 فبراير 2010، بعد أن تسببت مشاكل إمدادات الطاقة في توقف المصعد بين الطوابق، مما أدى إلى حبس مجموعة من السياح لمدة 45 دقيقة.
يمكن للزوار رؤية شواطئ إيران من أعلى الناطحة، عندما يكون المد منخفضاً وتكون الرؤية واضحة.

## منصة حد السماء
كذلك افتتح برج خليفة منصة مراقبة أخرى متعلقة بقمة البرج، في الطابق 148، تسمى حد السماء. مما أتاح لبرج خليفة نيل لقب أعلى منصة مراقبة في العالم مجدداً، متجاوزاً برج كانتون في غوانزو، على الرغم من أن برج شنغهاي تجاوزه لاحقاً.
لا تزال المنصة تحمل الرقم القياسي لأعلى شرفة خارجية وأعلى مطعم في العالم.

## معرض الصور

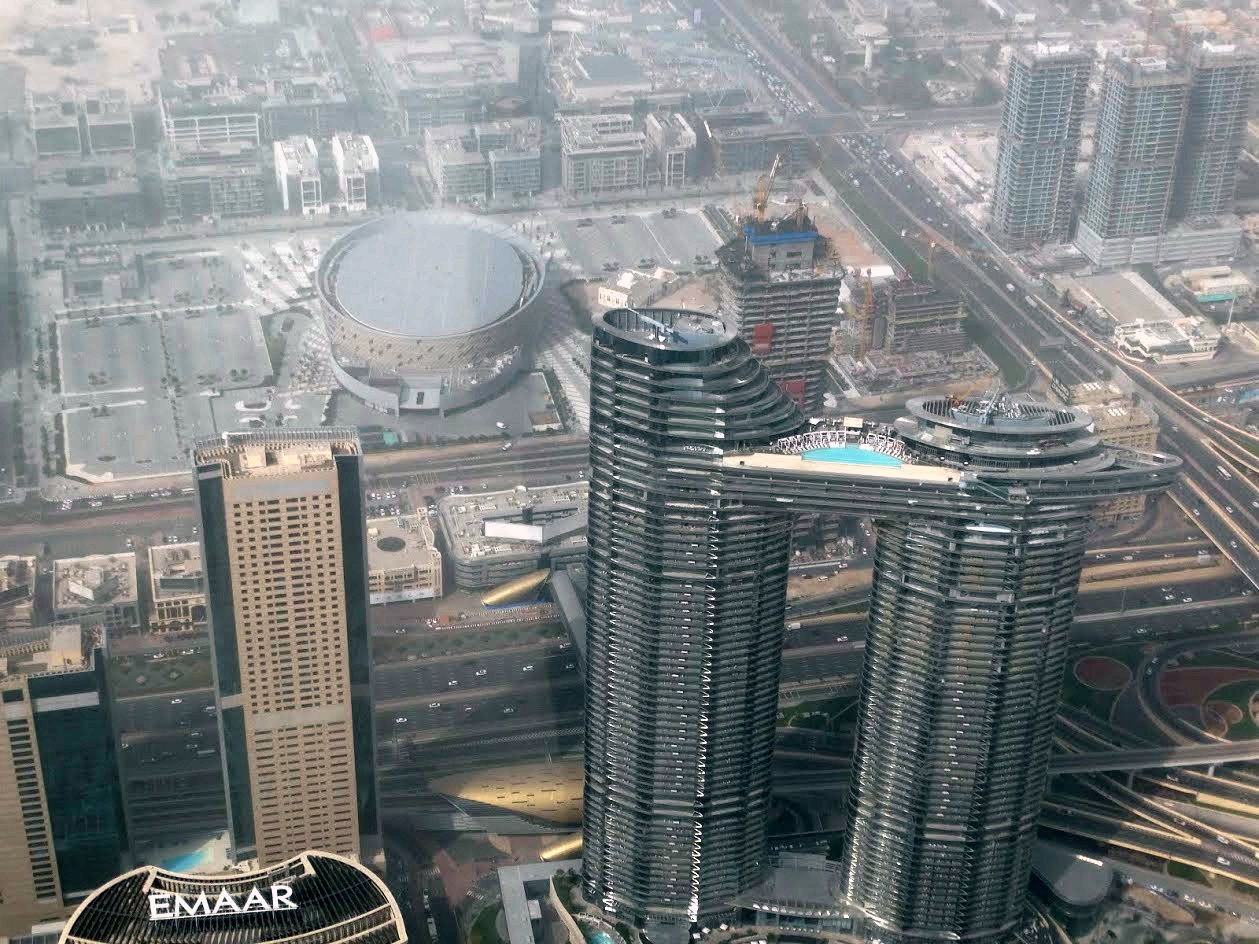
المشهد من منصة المراقبة في الطابق 148
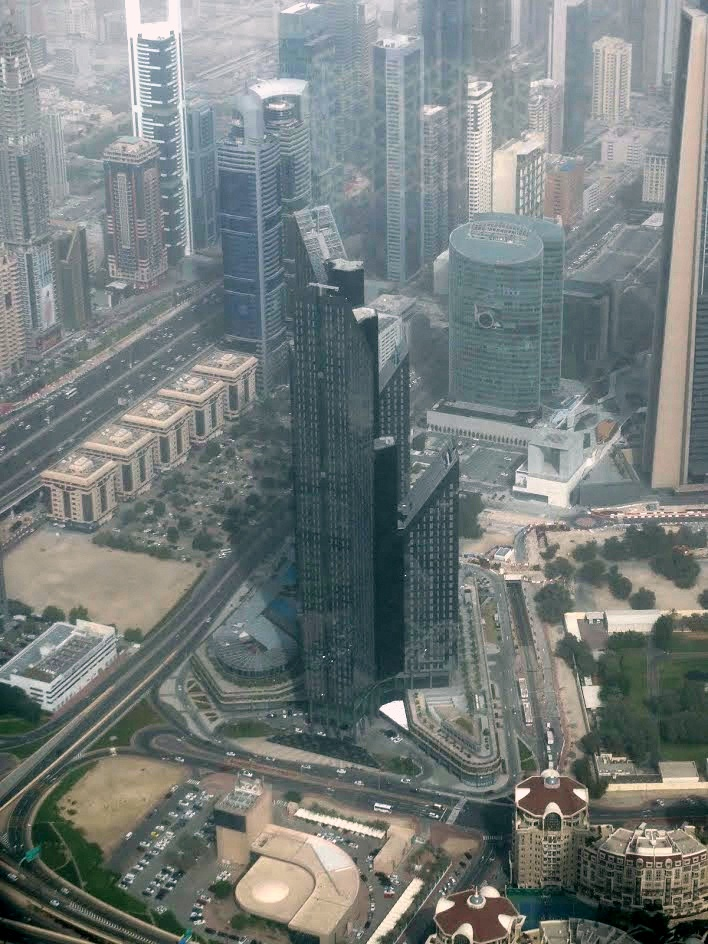
المشهد من منصة المراقبة في الطابق 148
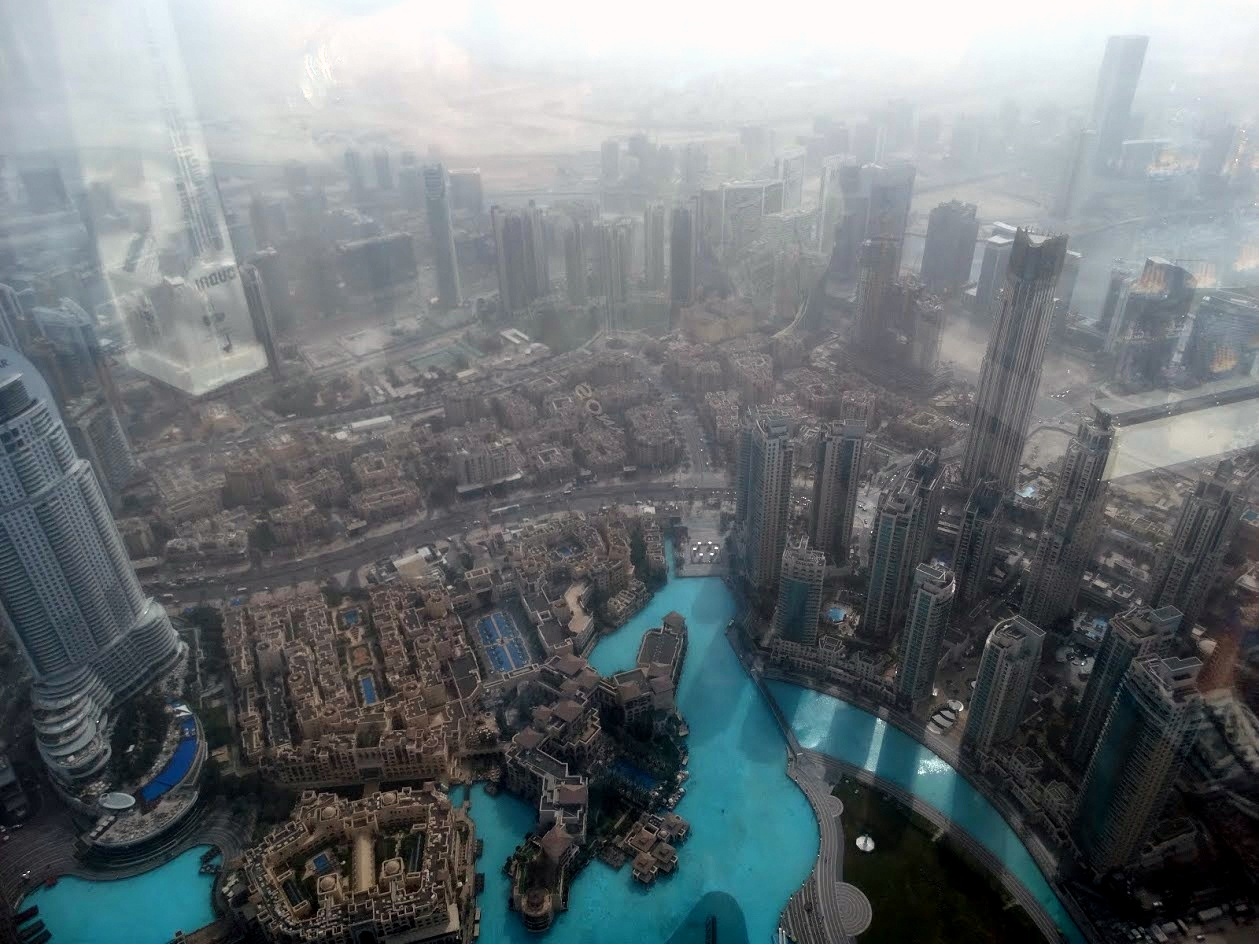
المشهد من منصة المراقبة في الطابق 148
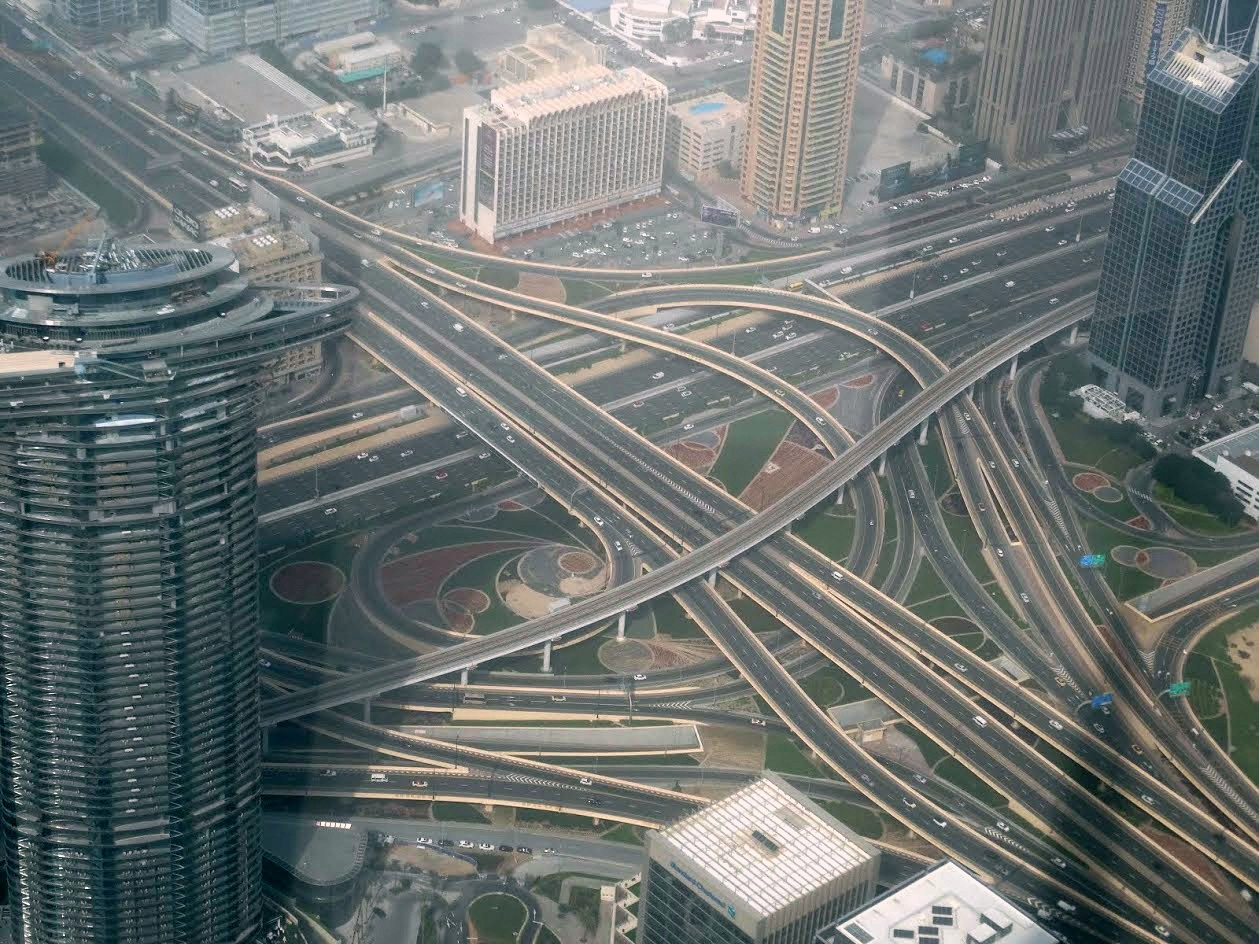
المشهد من منصة المراقبة في الطابق 148
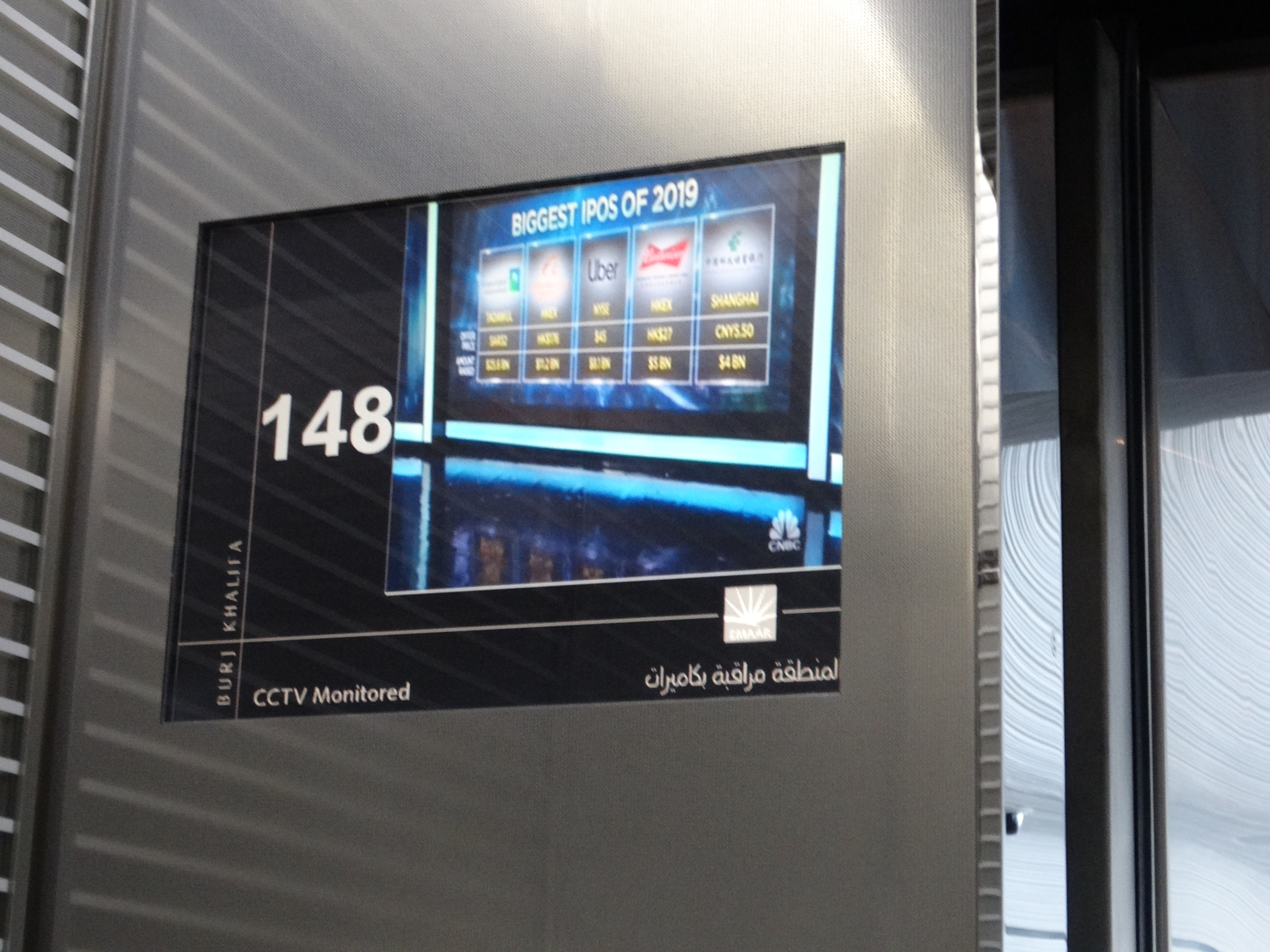
الطابق 148
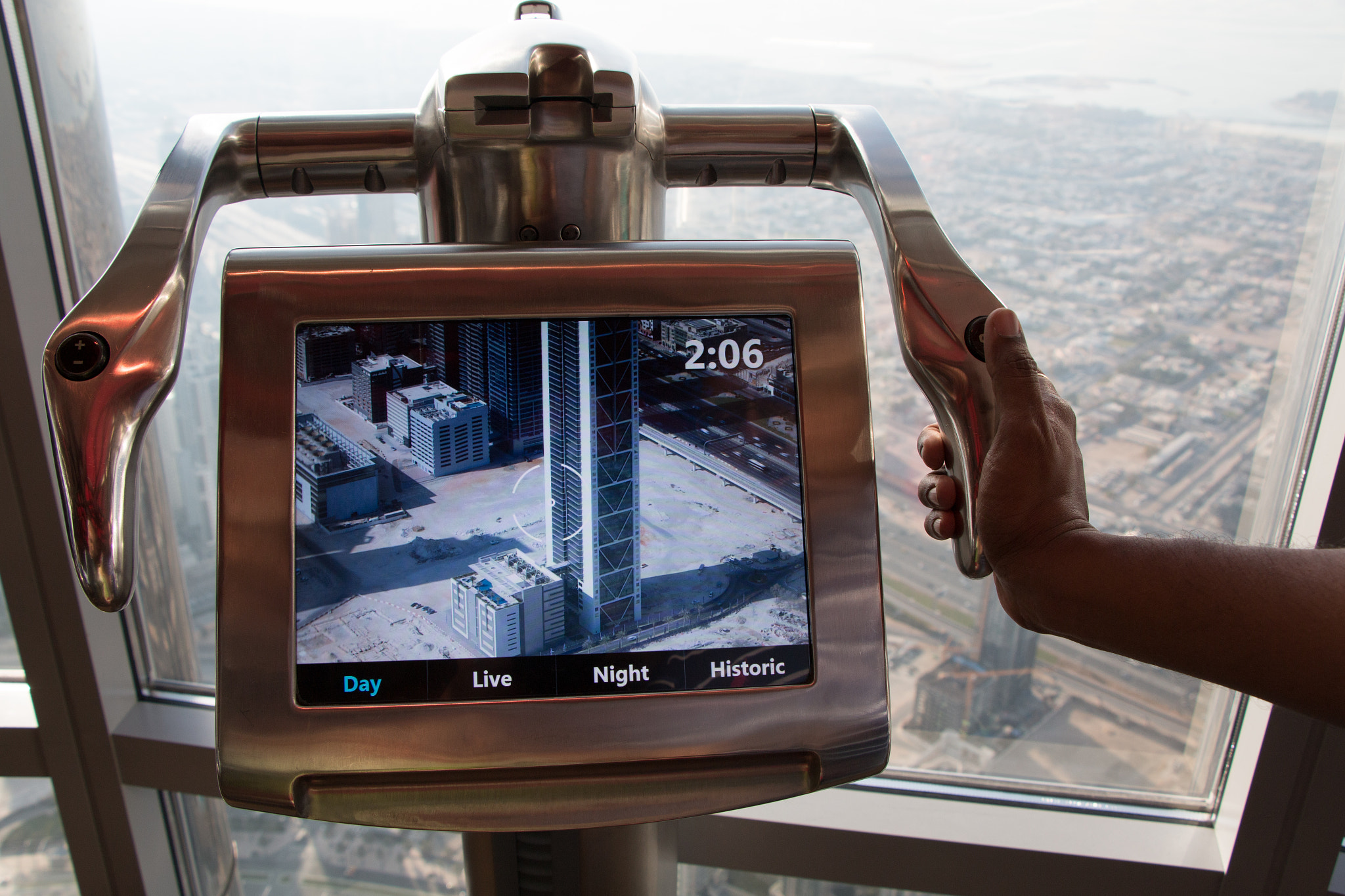
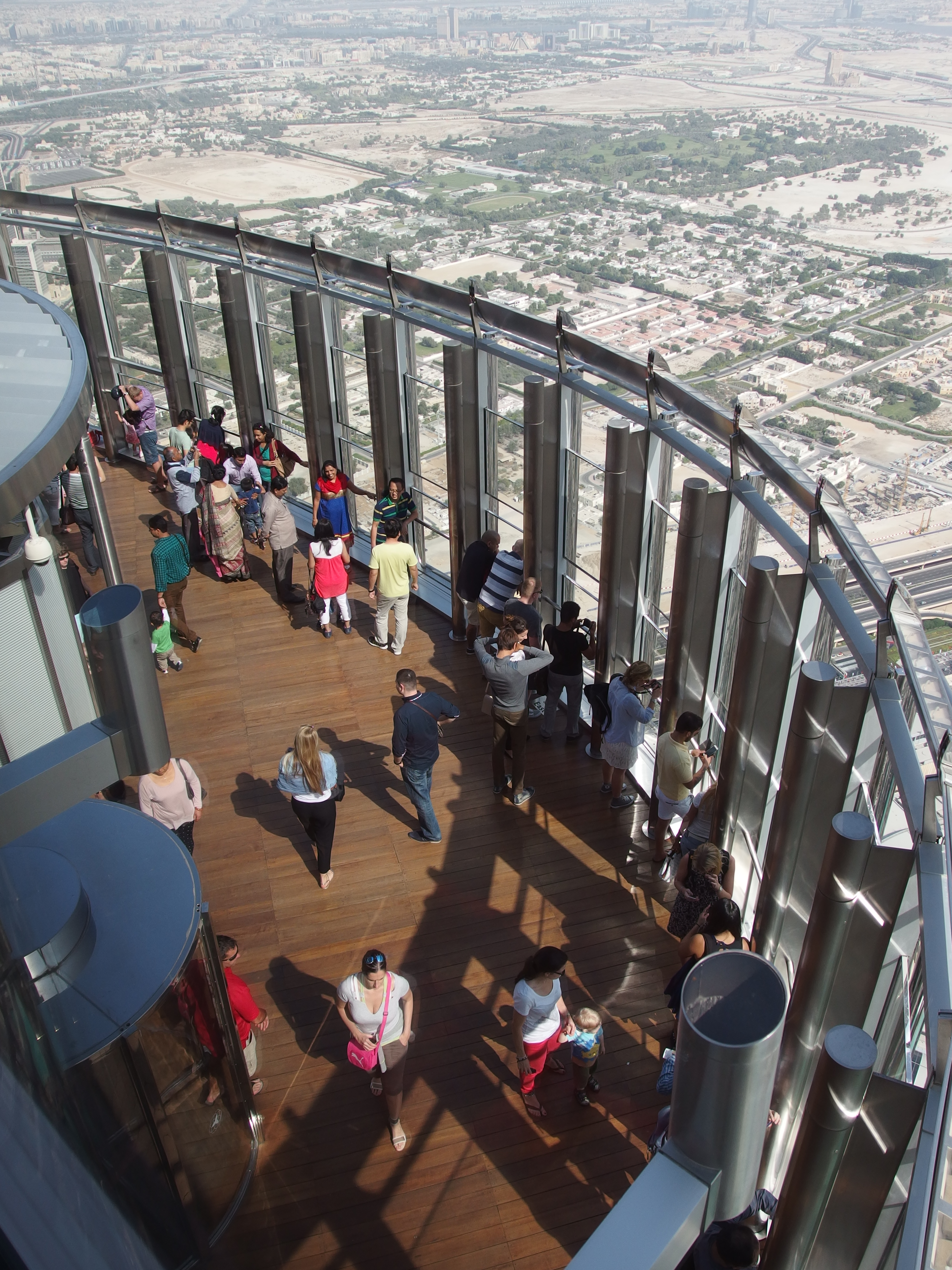

## وصلات خارجية
- الموقع الرسمي
- منصات المشاهدة في برج خليفة